# Toxorhynchites domrey
Toxorhynchites domrey — вид комарів. Описаний у 2023 році.

## Поширення
Ендемік Камбоджі. Відомий з національного парку Veun Sai — Siem Pang (провінція Ратанакірі) і з лісу Кіріром (провінція Кампонгспі).

## Назва
Видова назва domrey походить від кхмерського слова ដំរី («Дом рей»), що означає «слоновий комарик».

## Спосіб життя
Комарі вкриті райдужними лусочками металевого кольору. Самиці не потребують живлення кров'ю для здійснення оогенезу, оскільки отримують усі необхідні білки на личинкових стадіях. Личинки живуть у келихах непентесів (типові зразки виявлені у Nepenthes smilesii).